# Шавердиева, Мухлиса Расим кызы
Мухлиса Расим кызы Шавердиева (азерб. Muxlisə Rasim qızı Şahverdiyeva; род. 20 мая 1959, Кусарский район, Азербайджанская ССР) — советский азербайджанский плодовод. Депутат Верховного Совета СССР 11-го созыва (1984—1989).

## Биография
Родилась 20 мая 1959 года в селе Имамкулубейли Кусарского района Азербайджанской ССР. По национальности — лезгинка.
В 1976 году окончила среднюю школу, с 1976 года — плодовод совхоза имени Азизбекова Кусарского района республики.
Добилась высоких результатов при выполнении плана по продаже сельскохозяйственной продукции одиннадцатой пятилетки (1981—1985). Применяя передовую агротехническую методику, успешно получала высокие урожаи плодов. В 1983 году, возглавив трудовое соперничество садоводов Кусарского района, выполнила за один год два годовых личных плана. 
В 1989 году окончила Ленинградский финансово-экономический институт, впоследствии работала на разных должностях.
Активно участвовала в общественно-политической жизни предприятия, района и республики, состояла в ВЛКСМ, избиралась депутатом Кусарского районного совета, председателем Кусарского районного женского совета. В 1984 году избрана депутатом Совета Национальностей Верховного Совета СССР 11-го созыва от Кусарского избирательного округа № 212, была членом Комиссии по делам молодёжи.
Проживает в городе Кусары Кусарского района Азербайджана, работает заведующей отделом в Кусарском районном управлении производственного объединения «Азеригаз» Государственной нефтяной компании Азербайджана.